# A. S. Mohammadzai
A. S. Mohammadzai (dari : ا. س. محمدزى) (né en Afghanistan) est un footballeur international afghan qui évoluait au poste d'attaquant.

## Biographie

### Carrière en sélection
Avec l'équipe d'Afghanistan, il participe aux Jeux olympiques d'été de 1948.